# Казка про попа і наймита його Балду (мультфільм, 1973)
«Казка про попа і про наймита його Балду» (рос.«Сказка о попе и о работнике его балде») - радянський мальований мультфільм за мотивами казки «Казка про попа і наймита його Балду» письменника Олександра Пушкіна

## Сюжет
У цьому мультфільмі розповідається про жадібний поп, який прийшов на базар, щоб перехитрити торговців і спробувати деякі товари. Поки він це робив, на базар прийшов з ведмедем хлопець Балда, який співав пісню «Ішов молодець». Зустрівши Балду, піп відразу вирішив заощадити і найняв його в працівники за три клацання по лобі на рік. Працював Балда разом із ведмедем старанно, наближався час розплати, а попу ставало все страшніше. Через жадібність попа Балда ночував на соломі. Якось попу наснилося, як він то штовхнув Балду ногою, то загнав його в колодязь. Але коли Балда почав множитись у попа на очах, той з переляку відлітає і прокидається. Попадя підказала чоловікові засіб, як позбутися такого лиха, і подружжя почало веселитися. Послав піп свого працівника до моря, збирати з чортів оброк. Але Балда не розгубився, перехитрив чортів, приніс попу оброк і став вимагати розплати. Сівши на мішок з оброком, піп підставляє чоло Балді, і останній учинив таку розправу, що піп полетів, і від нього залишився чобіт. Після ульоту попа всі здивувалися, роззявивши ширше рота, а над чоботом деякі посміялися.

## Творці
- Автори сценарію-Ірина Кракова, Інесса Ковалевська
- Режисер-Інесса Крвалевська
- Художник-постановник-Борис Акуліничев
- Композитор-Анатолій Биканов
- Звукооператори-Микола Даніоін, Володимир Кутузов
- Оператор-Михайло Друян
- Монтажер-Ізабелла Герасимова
- Художники-мультиплікатори-Олег Сафронов, Олег Комаров, Віталій Бобровиця, Олександр Горленко, Віктор Ліхачев, Віоллета Колеснікова, Микола Федоров
- Художники-декоратори-Ірина Троянова, Єлена Танненбург
- Асистенти-Світлана Скребнева, Зоя Кредушинська
- Редактор-Аркадій Снесарєв
- Директор картини-Федор Іванов
- Співає один за всіх Олег Андрієв

## Мультфільми за мотивами казок О. С. Пушкіна
- 1950-Казка про рибака і рибку
- 1951-Казка про мертву царівну та сімох богатирів
- 1967-Казка про золотого півника
- 1973-Казка про попа і про наймита його балду
- 1984-Казка про царя Солтана

## Відмінності від книги
- У мультфільмі Балда не мочить кінець мотузки в морі, як у оригіналі, а грає на балалайці, заважаючи чортам грати джазову танцювальну музику – елемент сучасності.
- Також у мультфільмі пропущено епізод із ціпком, який Балда погрожував закинути на хмарку. Раптом після перемоги зайців над чортяком почалося випробування його сили з допомогою коня. Чортеня, програвши, заплакало і пішло за мішком.
- В оригіналі від першого клацання піп здіймається, а від другого втрачає мову, а у фільмі — навпаки. Там же від третього клацання він відлітає в небо, звідки падає тільки його чобіт, тоді як в оригіналі піт втрачає розум, але залишається живим.

### Відсутній у книзі але є у мультфільмі
- Додано новий оригінальний персонаж — кудлате ведмежа, яке весь час супроводжує Балду і допомагає йому у всіх його справах. Він танцює під балалайку, підспівує Балді, спить з ним на копиці сіна, косить разом з ним у полі, допомагає підмітати вулицю і навіть несе попу мішок з оброком.